# Enric Cardona i Panella
Enric Cardona i Panella (1871 - Barcelona, 1966) fou un industrial català relacionat amb el món de l'esport.

## Biografia
Fill d'Antoni Cardona i Rita Panella i Lafont, es va casar amb Eulàlia Canadell i Paradeda, amb qui va tenir dos fills, Lluís i Rita Cardona i Canadell.
De jove, Enric Cardona practicava ciclisme i era membre del Club Velocipèdic, del que era secretari el 1900.
El 17 de novembre del 1917, amb motiu del seu nomenament com a vicepresident del Futbol Club Barcelona, la revista Stadium li va dedicar un article que parlava del seu recent ingrés en el món automobilístic amb l'adquisició d'un Abadal-Buick.
El 29 de juny del 1923, poc abans de l'inici de la dictadura militar de Miguel Primo de Rivera, Enric Cardona prengué la presidència del Barça, succeint Joan Gamper en un moment que el club havia esdevingut ja un símbol del catalanisme i començava a ser mal vist per les autoritats de l'estat. Els dirigents del club demanaren a l'afició un comportament exemplar per tal que les autoritats no poguessin justificar actes de repressió. El seu mandat va començar bé en assolir el títol del Campionat de Catalunya, tot guanyant els deu partits. Però en les semifinals de la Copa d'Espanya, una derrota amb la Real Unión d'Irun per 6 a 1, va provocar un enfrontament de la directiva amb els jugadors. Cardona va deixar la presidència l'1 de juny del 1924 i Joan Gamper va iniciar el seu cinquè i darrer període al capdavant de l'entitat.
El 1929, la seva empresa va ser l'encarregada del subministrament dels sanitaris de l'Estadi de Montjuïc. El 1930, Cardona va ser nomenat regidor de l'Ajuntament de Barcelona, i va presentar a la Corporació una proposició per constituir una comissió municipal per tal de promoure la pràctica de l'esport i gestionar les instal·lacions esportives de la muntanya de Montjuïc.
Va morir l'octubre del 1966, als 95 anys.